# Pedro de la Gasca
Pedro de la Gasca (ur. w czerwcu 1485 w Navarregadilla, Ávila zm. 13 listopada 1567 w Sigüenza) – hiszpański ksiądz, dyplomata, członek inkwizycji, gubernator Peru od 10 kwietnia 1547 do 27 stycznia 1550 roku.

## Życiorys
Pedro de la Gasca uważany jest za tego który zakończył wojny domowe w Peru toczone w latach 1538–1548. W 1546 roku został mianowany na gubernatora Peru i miał zastąpić dotychczas sprawującego tę funkcję Blasco Núñez Vela. W lipcu 1546 roku Gasca przybył do Santa Marta w Nowej Grenadzie. Tam otrzymał informacje o śmierci swojego poprzednika i buncie Gonzala Pizarro. W lutym 1547 roku po podporządkowaniu sobie floty Pizarra stacjonującej w Panamie (22 okręty) i terytorium Panamy wysłał do konkwistadora notę ułaskawiającą i wzywającą do podległości. Sam wylądował u północnych wybrzeży Peru.
W marcu 1548 roku wraz z 2000 żołnierzy wyruszył na spotkanie z Pizzarem. Ich armie spotkały się pod Cuzco, gdzie prawie wszyscy żołnierze buntownika przeszli na stronę Gasca a sam Pizzaro 9 kwietnia poddał się. 10 kwietnia 1548 roku Gonzalo Pizzaro został ścięty jako buntownik. Swoje zwycięstwo uwiecznił zakładając nowe miasto w Boliwii Nuestra Senora de la Paz (Nasza Pani Pokoju) późniejsze La Paz.
Pedro de la Gasca swoje krótkie rządy rozpoczął od mianowania na stanowisko gubernatora Chile Pedra de Valdivii. Przyjął również poselstwo Martineza Iralii, którego mianował gubernatorem La Platy. W 1551 roku zrezygnował ze stanowiska gubernatora.